# Afonso (voornaam)
Afonso is een Portugese en Galicische jongensnaam, afgeleid van het Germaanse Alfons.
De naam is in Nederland zeer zeldzaam.

## Bekende naamdragers
- Afonso Alves, Braziliaanse voetballer van SC Heerenveen